# アムステルダム植物園

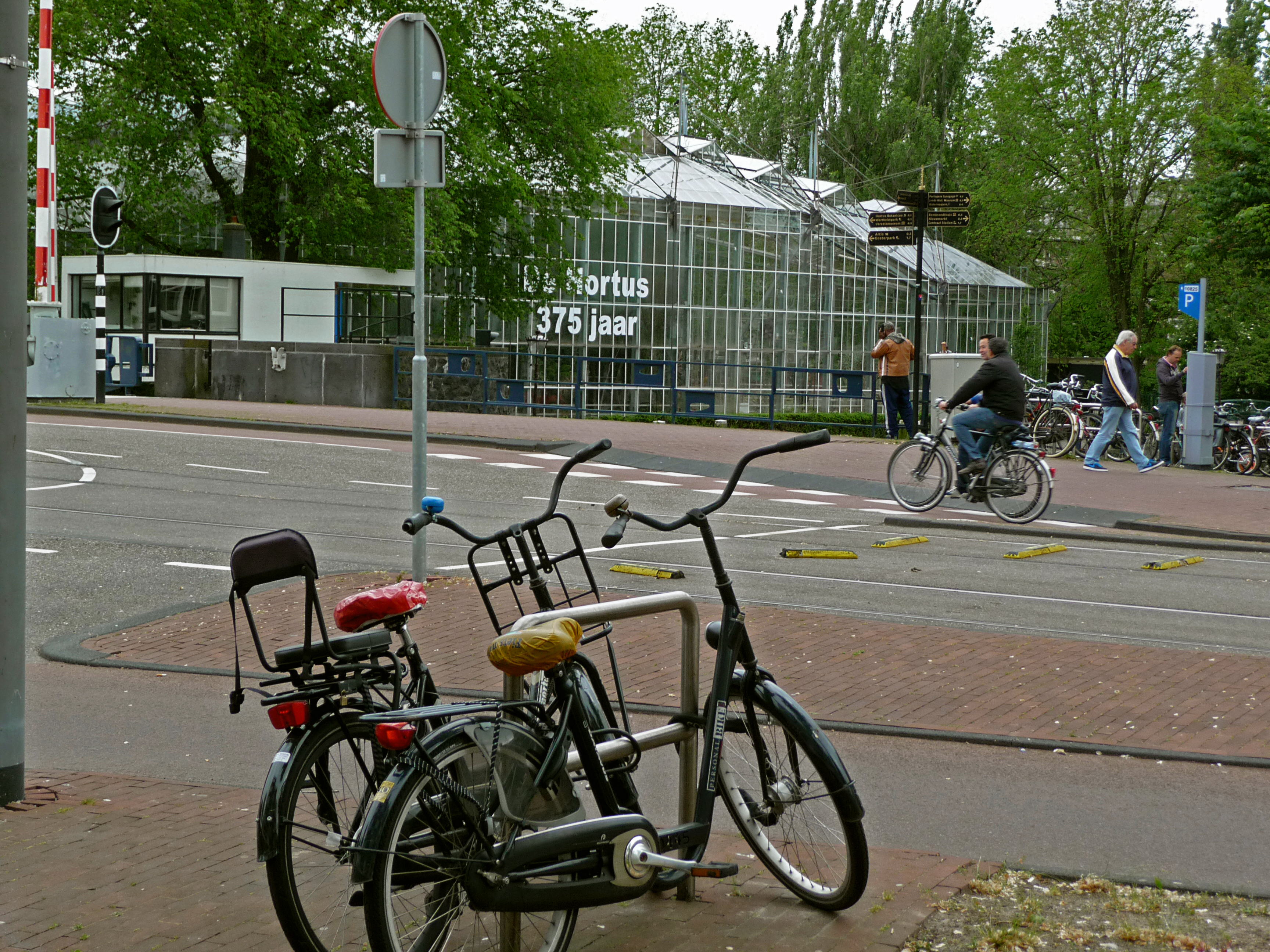

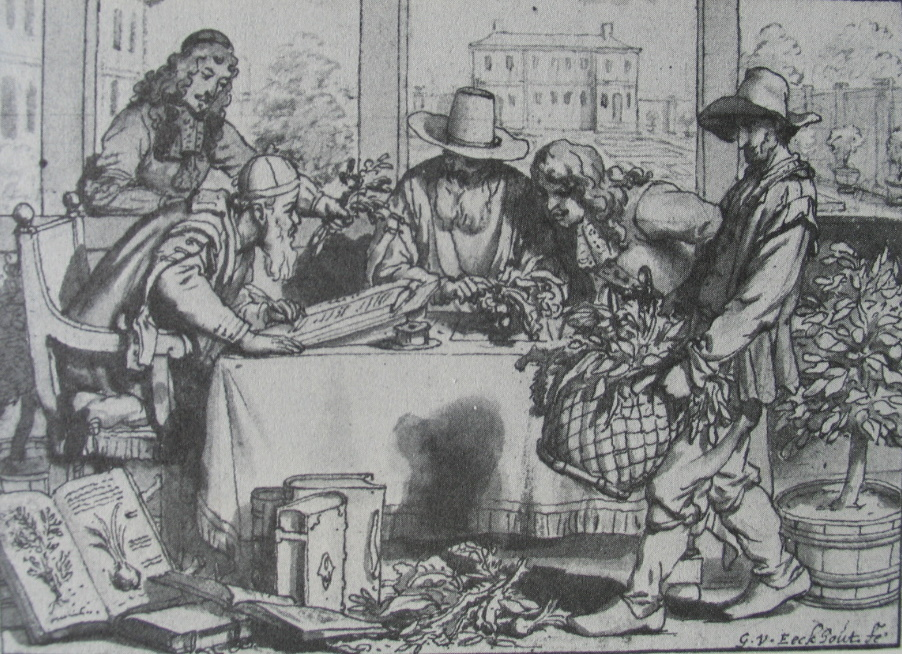
17世紀半ばの植物学者の絵(Rembrandt School)

アムステルダム植物園（アムステルダムしょくぶつえん、Hortus Botanicus Amsterdam）は、オランダ、アムステルダムにある植物園である。1638年に、医師や薬剤師のための薬草の栽培のために設立されたのを始まりとする。

## 歴史
"Hortus Medicus"として1638年に設立された。Keizersgrachtのユトレヒト通り（Utrechtsestraat）の修道院後につくられた。オランダでは、1590年にライデン大学に医学の教育のために植物園が創設されている。アムステルダムの神学校、Athenaeum Illustre（後のアムステルダム大学）でも薬学と医学の教育を行うようになり、スニッペンダール（Johannnes Snippendaal）が園長の時代には栽培される植物の種類は300から800まで増加した。薬草や珍しい植物の販売を行い、アムステルダム市に利益をもたらし、何度か拡張と移動が行われた。17世紀半ばにウイレム・ピソとゲオルク・マルクグラーフによってオランダ領のブラジルから薬用植物がもたらされた。
1682年にの植物学者で、薬種商のヤン・コメリンがアムステルダム市長のマールセン（Johan Huydecoper van Maarsseveen）と新しい植物園、Hortus Botanicusを開設した。1684年からチューリップ、ヒヤシンスやオレンジの木などの鑑賞植物を購入し、1685年から1586年の間にスリナムからパイナップルなどを購入した。オランダ東インド会社の有用植物の栽培の研究機関としての役割を果たし、日本から持ち出された植物も育てられた。1713年に政治家のニーコーラース・ヴィートセン（Nicolaes Witsen）によって、ジャワからコーヒーの木が届けられ、この木の種子が1715年頃にスリナム、フランス領ギアナ、ブラジルへ持ち込まれることになった。アムステルダム植物園で働いた植物学者にはフレデリクス・ルイシ、カスパル・コメリン、ヨハネス・ブルマンらがいる。インド洋の島の原産である2本のリュウケツジュが植えられ、注目を集めた。
フランス革命戦争の後ホラント王国の国王となったルイ・ボナパルトは植物園に動物園を追加することを望み、1年ほど動物が収容された。アムステルダム大学教授のユーゴー・ド・フリースがマツヨイグサを用いて行った、遺伝学の研究もこの植物園で行われた。

## アムステルダム植物園の画像

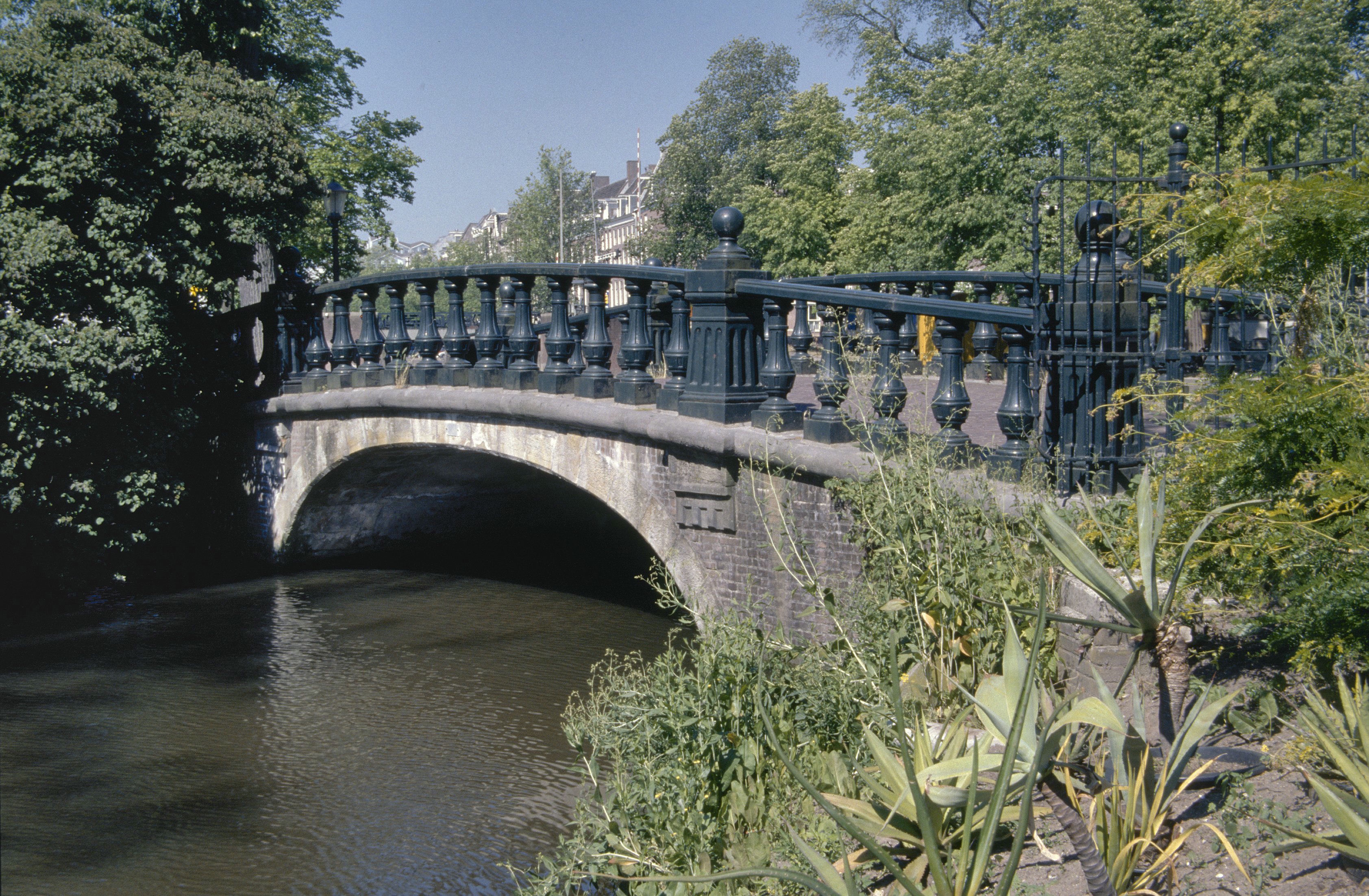
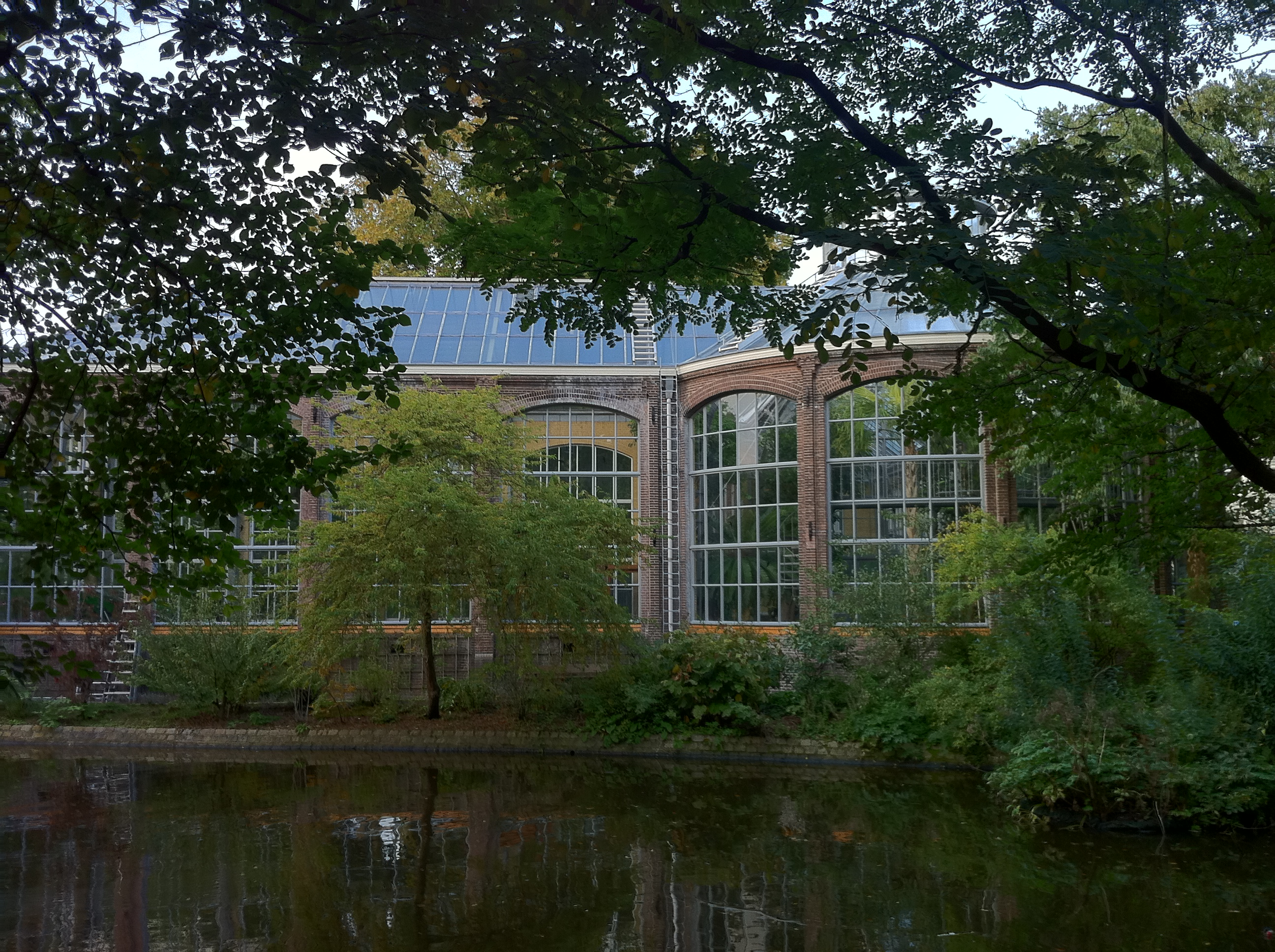
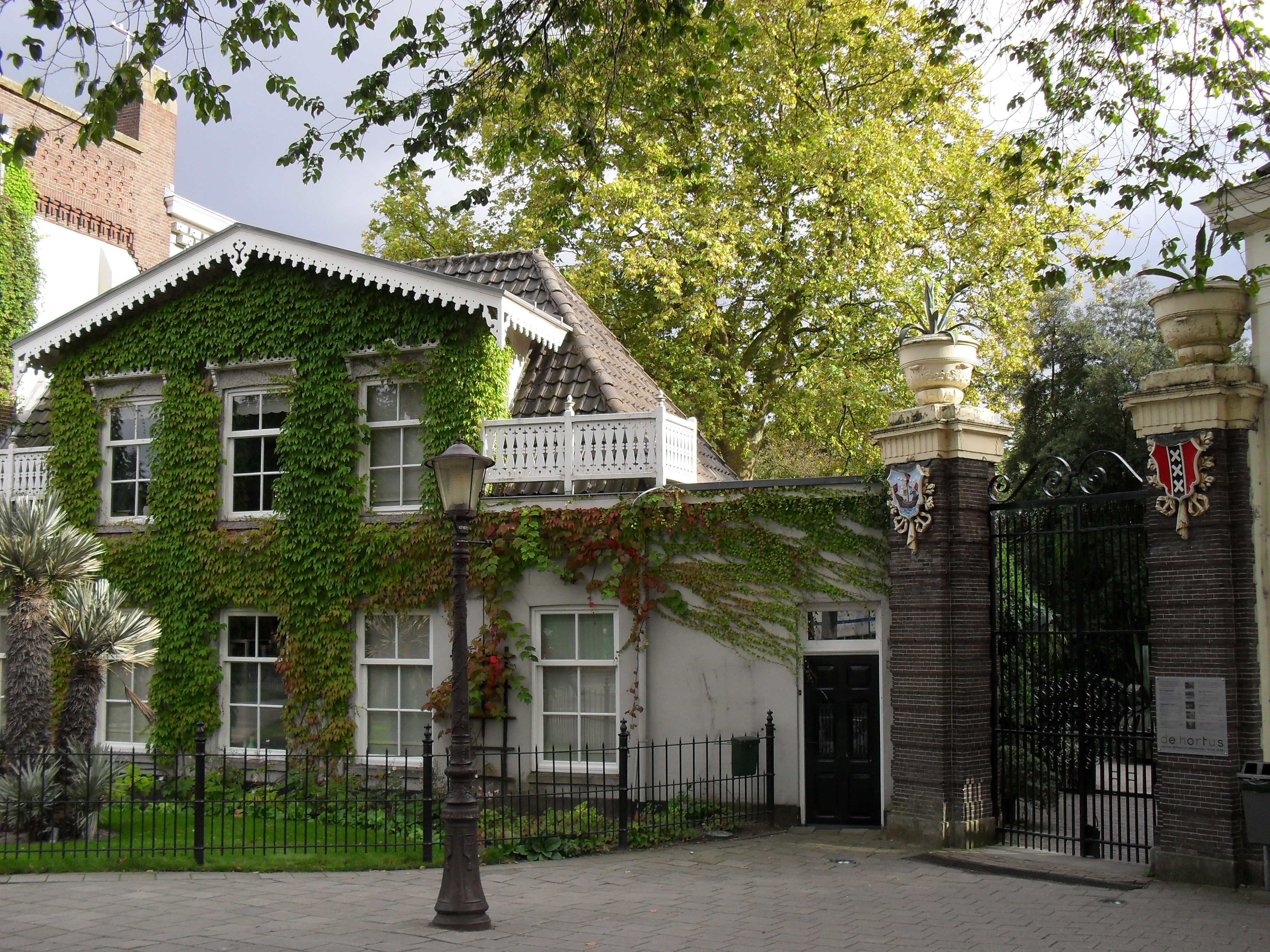
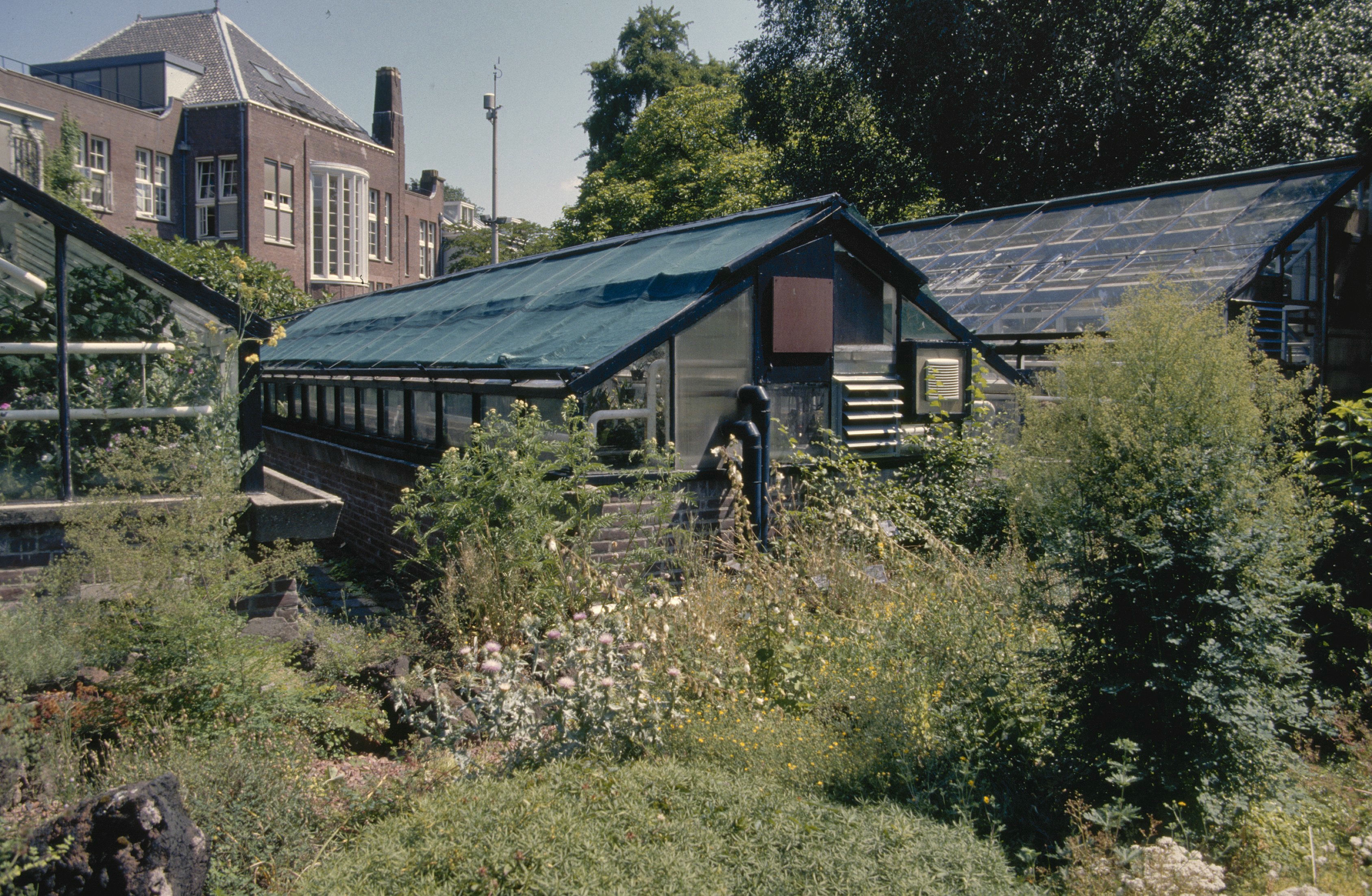